# SUZURAN
SUZURAN（すずらん）は神戸電鉄グループが発行する情報誌である。
神戸電鉄グループの情報誌は1953年（昭和28年）に「神鉄ニュース」として創刊したのが始まりである。

## 概要

### 神鉄ニュースと月刊神鉄
1953年（昭和28年）4月より「神鉄ニュース」が創刊、表紙には「温泉と史蹟をゆく観光の電車」と表記されていた。
その後、月刊「神鉄」へと名称変更された。1985年（昭和60年）時点での月刊「神鉄」の詳細は以下の通りである。
- 発行形態 - 月刊
- 発行日 - 毎月1日
- 編集 - 神鉄観光
- 価格 - 20円
- 発売場所 - 神鉄観光各案内所、神鉄観光売店各店

1999年（平成11年）3月号（通巻551号）をもって発行を終了した。

### SUZURAN
1999年（平成11年）より発行を開始した情報誌である。有料であった月刊「神鉄」とは違い、無料配布方式に変更された。SUZURANが正式名称であるが「情報誌すずらん」の表記も見られる。

#### 発行形態
2003年（平成15年）時点での「SUZURAN」の詳細は以下の通りである。
- 形態 - 季刊（新年号・春号・ゴールデンウィーク号・夏号・秋号・クリスマス号）
- 形式 - オールカラーA4版
- ページ数 - 12ページ
- 部数 - 80000部
- 配布場所 - 神戸電鉄・阪急電鉄・阪神電気鉄道・山陽電気鉄道・神戸高速鉄道の駅（一部駅を除く）

2019年（令和元年）時点での「SUZURAN」の詳細は以下の通りである。
- 形態 - 季刊（春号・初夏号・夏号・秋号・有馬温泉特別号・クリスマス号）
- 形式 - オールカラーA4版
- ページ数 - 12ページ（有馬温泉特別号を除く）
- 部数 - 60000部
- 配布場所 - 神戸電鉄・阪急電鉄・阪神電気鉄道・山陽電気鉄道・神戸高速鉄道・近畿日本鉄道・南海電気鉄道の駅（一部駅を除く）

なお2021年（令和3年）発行分よりページ数が8ページとなっている。

## 南海グループとの情報誌交換
2008年（平成20年）7月20日より南海電気鉄道の女性向け情報誌「P＋natts」と情報誌交換を開始した。南海電気鉄道が行うオフィス無料配送サービスにSUZURANが一緒に梱包されるものであった。現在は実施していない。